# Berngrün
Berngrün, auch Berngersgerute, ist eine Wüstung bei Gefrees, einer Stadt im oberfränkischen Landkreis Bayreuth.
Berngrün lag etwa 900 m östlich der Dorfmitte von Kornbach, in einem Tal in Richtung Haidlas auf 650 m ü. NN. Es wurde 1317 erstmals als „Berngersgerute“ im Hennebergischen Lehensverzeichnis erwähnt. 1346 verzichteten Abt Franz Kübel und der Konvent des Klosters Waldsassen auf das Dorf Perngersgrun zugunsten der Familie von Hirschberg auf dem Rudolfstein. Die Burggrafen von Nürnberg, die inzwischen in den Besitz des Rudolfsteins gelangt waren, erwarben unter Burggraf Albrecht 1360 schließlich auch Berngrün. Danach wurde das Dorf nicht mehr urkundlich erwähnt. Im Landbuch der Sechsämter 1499 diente die Bezeichnung Berngrün nur noch als Lagebeschreibung, auch 1787 ist der Name nur noch in Flurbezeichnungen zu finden. Auch heute existieren noch die Flurnamen Obere und Untere Berngrün. Der betreffende Taleinschnitt wurde in oberen Bereichen aufgeforstet, sonst wird er landwirtschaftlich genutzt.